# Ligue Haïtienne
Ligue Haïtienne – piłkarskie rozgrywki ligowe na najwyższym szczeblu w Haiti. Pierwsze rozgrywki przeprowadzono w 1932 roku. Najwięcej mistrzostw zdobyła drużyna FICA.

## Historia
Rozgrywki o mistrzostwo Haiti pierwszy raz rozegrano w 1932. Zwycięstwo w nich odniosła drużyna US Artibonitiennes. Drugą edycję rozegrano w 1937 a jej zwycięzcą został klub Etoile Haïtienne. Rozgrywki z przerwami prowadzono do 1971. W 1987 powrócono do nich po 16-stu latach przerwy, jednak teraz rozgrywane były one w skali całego kraju. Ich pierwszym zwycięzcą po przerwie został klub Aigle Rouge des Gonaïves. Od 2002 do 2021 liga rozgrywana była systemem z turniejem otwarcia i turniejem zamknięcia.

## Drużyny w sezonie 2024
| Uczestnicy edycji 2024 | Uczestnicy edycji 2024 | Uczestnicy edycji 2024 |
| Poz.                   | Drużyna                | Miejscowość            |
| ---------------------- | ---------------------- | ---------------------- |
| 1.                     | Real Hope FC           | Cap-Haïtien            |
| 2.                     | Ouanaminthe FC         | Ouanaminthe            |
| 3.                     | América des Cayes      | Les Cayes              |
| 4.                     | Tempête FC             | Saint-Marc             |
| 5.                     | Baltimore SC           | Saint-Marc             |
| 6.                     | Cavaly AS              | Léogâne                |
| 7.                     | Racing Gonaïves FC     | Gonaïves               |
| 8.                     | AS Capoise             | Cap-Haïtien            |
| 9.                     | US Rivartibonitienne   | L'Artibonite           |
| 10.                    | Triomphe Liancourt FC  | Liancourt              |
| 11.                    | Cosmopolites SC        | Delmas                 |
| 12.                    | RC Haïtien             | Port-au-Prince         |
| 13.                    | FICA                   | Cap-Haïtien            |
| 14.                    | FC Juventus des Cayes  | Les Cayes              |

## Statystyki
Ligue Haïtienne została do tej pory zdobyta przez 22 różne drużyny.
Stan po sezonie 2024.
| Klub                     | Liczba tytułów |
| ------------------------ | -------------- |
| FICA                     | 7              |
| RC Haïtien               | 6              |
| Tempête FC               | 5              |
| Victory SC               | 5              |
| Violette AC              | 5              |
| Aigle Noir AC            | 4              |
| AS Capoise               | 4              |
| Baltimore SC             | 4              |
| Don Bosco FC             | 4              |
| AS Mirebalais            | 2              |
| Excelsior AC             | 2              |
| Hatüey Bacardi Club      | 2              |
| Racing Gonaïves FC       | 2              |
| Real Hope FC             | 2              |
| Roulado FC               | 2              |
| Aigle Rouge des Gonaïves | 1              |
| América des Cayes        | 1              |
| Arcahaie FC              | 1              |
| Cavaly AS                | 1              |
| Etoile Haïtienne         | 1              |
| US Artibonitiennes       | 1              |
| Valencia FC              | 1              |